# انداکالو، نوکن
انداکالو، نوکن (به اسپانیایی: Andacollo, Neuquén) یک منطقهٔ مسکونی در آرژانتین است که در Minas Department, Neuquén واقع شده‌است.

## خصوصیات
انداکالو ۱٬۰۱۸ نفر جمعیت دارد و ۱٬۰۱۸ متر بالاتر از سطح دریا واقع شده‌است.